# Newark Valley
Newark Valley és una població del Comtat de Tioga (Nova York) als Estats Units d'Amèrica. Segons el cens dels Estats Units del 2000 tenia 1.071 habitants.

## Demografia
Segons el cens del 2000 Newark Valley tenia 1.071 habitants, 390 habitatges, i 276 famílies. La densitat de població era de 422 habitants/km².
Dels 390 habitatges en un 37,7% hi vivien nens de menys de 18 anys, en un 54,4% hi vivien parelles casades, en un 11,5% dones solteres, i en un 29,2% no eren unitats familiars. En el 26,4% dels habitatges hi vivien persones soles el 13,3% de les quals corresponia a persones de 65 anys o més que vivien soles. El nombre mitjà de persones vivint en cada habitatge era de 2,58 i el nombre mitjà de persones que vivien en cada família era de 3,09.
Per edats la població es repartia de la següent manera: un 29,7% tenia menys de 18 anys, un 7,6% entre 18 i 24, un 28,6% entre 25 i 44, un 19,9% de 45 a 60 i un 14,3% 65 anys o més.
L'edat mediana era de 36 anys. Per cada 100 dones de 18 o més anys hi havia 93,1 homes.
La renda mediana per habitatge era de 37.935 $ i la renda mediana per família de 42.604 $. Els homes tenien una renda mediana de 30.750 $ mentre que les dones 19.250 $. La renda per capita de la població era de 16.919 $. Entorn del 7,7% de les famílies i el 12,3% de la població estaven per davall del llindar de pobresa.